# Zlatko Gall
Zlatko Gall (Split, 1. prosinca 1954.) je hrvatski novinar, pisac i glazbeni kritičar. 
Intenzivno prati stranu i domaću pop i rock scenu, recenzira glazbena izdanja i piše biografije glazbenika. Osim kroničarskog rada, teoretski se osvrće na glazbenu kulturu.

## Životopis
Gall je završio povijest umjetnosti i arheologiju 1978. na Filozofskom fakultetu u Zagrebu. Tijekom studija objavljivao je tekstove s područja likovnosti, stripa i rocka u omladinskom tisku. Od 1979. do 1995. radi kao novinar u Slobodnoj Dalmaciji. Obrađivao je teme s područja likovnih umjetnosti, glazbe, društvenih fenomena i političke komentare u brojnim listovima : Start, Svijet, Studio, Vjesnik, Naši dani, Polet, Džuboks, Rock, VEN, Intervju, Naš strip, YU-strip i drugi. Tijekom devedesetih bio je politički kolumnist Vjesnika i Vijenca a bio je i kolumnist mjesečnika More.
Godine 2001. vraća se u redakciju Slobodne Dalmacije, gdje je stalni kolumnist i komentator. Bio je i novinar Feral Tribunea, u sklopu kojeg je bio glavni urednik glazbenog mjesečnika  "Feral Music - magazin za urbanu gerilu".
Autor je više kataloga i likovnih izložbi. Također piše brojne monografske tekstove i bilješke za diskografska izdanja. Urednik je niza diskografskih projekata združenih nazivnikom "Dalmatia world music" i "Prst u more". Napisao i više knjiga o gastronomiji.
Član je Hrvatskog društva skladatelja, Hrvatskog društva pisaca, Hrvatskog novinarskog društva, Hrvatskog P.E.N.-a i međunarodnog udruženja likovnih kritičara AICA.

## Djela
- Enciklopedijski CD-vodič - esencijalni albumi rocka 1954. – 2000.  - Mozaik knjiga, 2000.
- Pojmovnik popularne glazbe  - Šareni dućan, 2001.
- Glazbeni lesikon - Marjan tisak, 2004.
- Rock enciklopedija  - VBZ, 2004.
- Velika svjetska rock enciklopedija  - Slobodna Dalmacija, 2005. drugo izdanje Profil, 2009.
- Kušaj i slušaj Dalmaciju 1  - Profil, 2005.
- Kušaj i slušaj Dalmaciju 2  - Profil International, 2006.
- Oliver – Južnjačka utjeha  - Profil, 2006.
- Naša spiza (s grupom autora) - Izdanja Antibarbarus d.o.o. 2006.
- Gibonni - Tajna vještina - Profil, Zagreb, 2007.
- Kušaj i slušaj Trogir, kuharica  - Profil multimedia d.d. 2007.
- Kako Iggyju reći Pop, a Dylanu Bob ogledi o pop kulturi - Profil, 2009.
- Dijeta za bonkuloviće... i druga spiza - VBZ, 2009.
- Vodič kroz hrvatske restorane (s D. Butkovićem) -  Profil, 2010.
- Što smo jeli u istom loncu (sa Ž. Šatovićem Gulom) - EPH Media, 2011.
- Fino i jeftino - Večernji edicija, 2011.
- Brodska kuharica  - Ljevak, 2011.
- Jesen, zima -  Profil, 2012.
- Priča o splitskoj gastronomiji - TZS, 2013.
- Barely Legal - Matošević, 2014.
- Majko kušaj moju pjesmu -  Hena, 2015.
- Splitska dica od zidića do vječnosti - Croatia Records, 2018.

## Nagrade
- 1991. Zlatno pero HND-a
- 1997. Crni mačak, rock nagrada (za uređivanje časopisa FM)
- 2005. Porin
- 2006. Porin
- 2013. nagrada Slobodne Dalmacije za novinara godine

## Vanjske poveznice
- Zlatko Gall Hrvatsko društvo skladatelja